# Nuño Fernández
Nuño Fernández foi conde de Castela e de Burgos de 920 a 927 e possivelmente o irmão de Gonzalo Fernández e, portanto, tio de Fernão Gonçalves e neto de Munio Nuñez de Brañosera.
Aparece após a reorganização dos condes castelhanos levada a cabo por Ordonho II de Leão em 920, o chamado Episódio de Tebular, quando encarcerou, entre outros, os condes castelhanos, Fernando Ansures, Abolmondar Albo e o seu filho Diego, aparentemente por não proporcionar-lhe ajuda suficiente na frente riojana.
Após uma breve guerra civil, Ordonho II de Leão foi derrotado e sucedeu-o Afonso IV o Monge. Nuño Fernández reconheceu o novo rei (926) mas ao ano seguinte já não aparecia como conde de Castela mas sim num documento no qual reconhecia Afonso Froilaz como rei.
Foi provavelmente o pai de Gutier Nunes que aparece em 1 de março de 931 como conde em Burgos  e quem alguns historiadores como Fray Justo Pérez de Urbel identifican, erroneamente, com o conde galego Guterre Munhoz, irmão de Goto Munhoz, a esposa do rei Sancho Ordonhes.